# Def Jam Vendetta
Def Jam Vendetta è un picchiaduro tridimensionale a tema misto tra hip-hop e wrestling, uscito per PlayStation 2 e Nintendo GameCube sotto licenza EA Sports BIG in Nord America ed Europa, ed EA Games in Giappone. Rappresenta il prequel di Def Jam: Fight for NY, ed è capostipite della serie Def Jam, che contiene numerosi personaggi del mondo dell'hip-hop come Ludacris, Method Man e Redman.

## Modalità di gioco
Il gioco utilizza un motore grafico AKI usato dalla serie Virtual Pro Wrestling, anch'essa della EA Games, seppur presentandosi più come un arcade che una simulazione, e presenta un gameplay simile a WWF No Mercy, oltre che a una modalità storia nella quale si impersona un personaggio che dovrà diventare il campione dei combattimenti urbani sconfiggendo il boss finale, D-Mob (interpretato dall'attore Christopher Judge).
Ogni incontro finisce attraverso uno dei tre seguenti metodi:
- Schienamento: come nei classici incontri di wrestling, il giocatore, per vincere, deve per l'appunto schienare l'avversario, cioè porsi su di esso facendo in modo che entrambe le spalle di quest'ultimo siano ben poggiate al tappeto e mantenendo questa posizione per la durata di un conto di tre da parte dell'arbitro.
- Sottomissione: il giocatore può trattenere l'avversario in una presa che indebolisce gradualmente una delle sei parti del corpo (testa, braccia, corpo e gambe). Se la barra rispettiva alla parte del corpo è del tutto svuotata, l'avversario perde automaticamente per conseguente resa. È possibile liberarsi dalla presa toccando le corde del ring.
- K.O.: i giocatori possiedono una barra di potenza che si riempie man mano che essi attaccano; riempita la barra, possono entrare nella Blazin' Mode, durante la quale, per un certo periodo di tempo, hanno la possibilità di infliggere danni notevoli agli avversari tramite una mossa speciale. Se questa mossa speciale è eseguita quando l'avversario ha un livello di salute sufficientemente basso, l'incontro finisce per K.O. con l'avversario sconfitto.

## Storia
Il giocatore può scegliere tra quattro personaggi diversi, ovvero Briggs, Proof, Tank e Spider, ma la storia è uguale per tutti.
Il gioco inizia con una chiamata d'aiuto da Manny, amico del protagonista, che lo porta a combattere per saldare i suoi debiti, fino ad affrontare Scarface. Battutolo, il protagonista ottiene la sua prima ragazza, Deja; dopo alcune lotte, però, si aggiungeranno altre donne che si contenderanno il protagonista, e le eventuali scelte su chi sarà la sua nuova ragazza le porterà a combattersi tra di loro.
A un certo punto, N.O.R.E. sfiderà il protagonista in una lotta a Grimeyville, a LeFreak City, nei Queens, un sobborgo di New York; prima di combattere, il protagonista farà la conoscenza poco gradita di D-Mob, il boss del quartiere. Battuto N.O.R.E., il protagonista e Manny si iscrivono a un torneo tag team, e vincono incontri su incontri; a un certo punto, D-Mob annuncia davanti a tutti i numerosi presenti il torneo di Def Jam. Conscio della difficoltà della situazione, Manny tenta invano di fermare il protagonista e di dissuaderlo dal partecipare.
Vinto infine il torneo tag team contro Method Man e Redman in finale, il protagonista combatte DMX da solo, e riceve in seguito un'e-mail da Angel (la fidanzata del protagonista ora in possesso di D-Mob), che dichiara di voler parlare con lui al The Face Club. Arrivato lì, il giocatore viene però affrontato da House, Pockets e Snowman, tre scagnozzi di D-Mob incaricati di impedirgli di partecipare al torneo Def Jam. Il protagonista li sconfigge, ma viene stordito da Manny, che gli rivela di essere anche lui un sottoposto di D-Mob. Riesce però a riprendersi e partecipa all'ultimo momento al torneo, dove sconfigge tutti i migliori combattenti di D-Mob. Arrivato allo scontro finale contro il boss, quest'ultimo rinfaccia al giocatore che tutte le sue vittorie non valgono niente per lui; di fronte però alla ribellione di Angel che si mette dalla parte del protagonista, D-Mob si infuria e tenta di ucciderli entrambi con la sua pistola, ma Manny si mette in mezzo e viene colpito lui al suo posto (anche se sopravvive). Furibondo, il protagonista attacca D-Mob e lo sconfigge dopo un'ultima lotta, per poi andarsene con Angel. D-Mob viene così arrestato, il che porta agli eventi di Def Jam: Fight for NY.

## Personaggi
| Squadra di D-Mob | Lottatori del circuito | Protagonisti                     |
| --- | --- | -------------------------------- |
| - Capone - D-Mob - DaboA - DMX - Funkmaster Flex - Ghostface Killah - Joe Budden - Keith Murray - Ludacris - Method Man - N.O.R.E. - Redman - Scarface - S-WordA - WC | - Arii - Carla - Chukklez - Cruz - Dan G - Deebo - Deja - Drake - Headache - House - Iceberg - Manny - Masa - Moses - Nyne - Omar - Opal - Peewee - Penny - Pockets - Razor - Ruffneck - Sketch - Snowman - Steel - T'ai - Zaheer | - Briggs - Proof - Spider - Tank |

- A Dabo e S-Word sono presenti solo nella versione giapponese del gioco, e sostituiscono Capone e Ghostface Killah.
- È anche presente un personaggio non giocabile, Angel Rodriguez, interpretata da Christina Milian.

## Accoglienza
| Testata                          | Versione | Giudizio |
| -------------------------------- | -------- | -------- |
| Metacritic (media al 30-01-2020) | GC       | 81/100   |
| Metacritic (media al 30-01-2020) | PS2      | 80/100   |
| AllGame                          | PS2      | [ 3 ]    |
| EGM                              | PS2      | 7.67/10  |
| Entertainment Weekly             | Tutte    | C+       |
| Eurogamer                        | PS2      | 3/10     |
| Game Informer                    | GC       | 8.75/10  |
| Game Informer                    | PS2      | 8.5/10   |
| Game Revolution                  | Tutte    | B−       |
| GamePro                          | GC       | [ 10 ]   |
| GamePro                          | PS2      | [ 11 ]   |
| GameSpot                         | Tutte    | 8.4/10   |
| GameSpy                          | GC       | [ 13 ]   |
| GameSpy                          | PS2      | [ 14 ]   |
| GameZone                         | GC       | 8.7/10   |
| GameZone                         | PS2      | 9.2/10   |
| IGN                              | Tutte    | 8.9/10   |
| Nintendo Power                   | GC       | 3.7/5    |
| OPM (USA)                        | PS2      | [ 19 ]   |
| SpazioGames.it                   | PS2      | 6.5/10   |
| The Cincinnati Enquirer          | Tutte    | [ 21 ]   |

A fine luglio 2006, la versione PS2 di Def Jam Vendetta ha venduto 750 000 copie per un valore di 30 milioni di dollari negli Stati Uniti. La rivista Next Generation lo ha posto all'82º posto tra i videogiochi più venduto per PlayStation 2, Xbox o GameCube tra gennaio 2000 e luglio 2006 in quel paese. A fine luglio 2006, le vendite combinate della serie Def Jam ha raggiunto un totale di 1.8 milioni di copie solo negli Stati Uniti.
Il sito web italiano SpazioGames.it lo ha votato con un 6.5, ritenendo originale il miscuglio tra wrestling e hip hop, oltre che ad aver apprezzato le tante mosse a disposizione e una trama divertente, ma ha criticato una giocabilità penalizzata da una pessima collisione dei personaggi.

## Curiosità
- È il primo tentativo da parte della EA di creare un gioco di wrestling a partire da WCW Backstage Assault.